# مایک راجرز

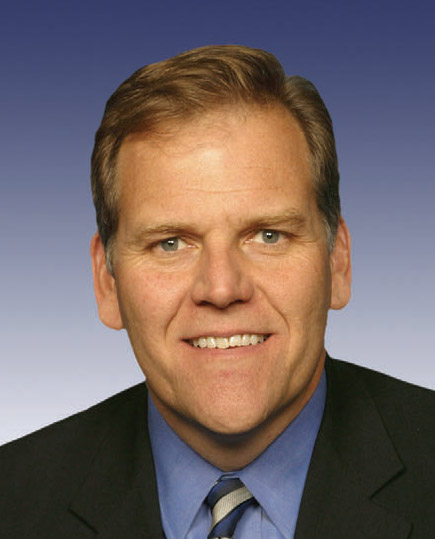
نگاره‌ای از مایک راجرز، سیاست‌مدار اهل آمریکا

مایک راجرز (به انگلیسی: Mike Rogers) نمایندهٔ حوزه انتخابیه هشتم میشیگان از حزب جمهوری‌خواه ایالات متحده آمریکا در مجلس نمایندگان ایالات متحده آمریکا است که برای نخستین‌بار در ۱۷ ژانویه ۲۰۰۱ میلادی به‌عضویت این مجلس درآمد.